# Frettemeule
Frettemeule är en kommun i departementet Somme i regionen Hauts-de-France i norra Frankrike. Kommunen ligger i kantonen Gamaches som tillhör arrondissementet Abbeville. År 2022 hade Frettemeule 297 invånare.

## Befolkningsutveckling
Antalet invånare i kommunen Frettemeule
| Referens: INSEE |